# 2. Deutsche Volleyball-Bundesliga 2008/09 (Frauen)
Die Saison 2008/09 der 2. Volleyball-Bundesliga der Frauen war die dreiunddreißigste Ausgabe dieses Wettbewerbs.

## 2. Bundesliga Nord
Meister und Aufsteiger in die 1. Bundesliga wurde der SC Potsdam. Absteiger waren der TuS Iserlohn, der 1. VC Stralsund und der VC Allbau Essen. Bayer 04 Leverkusen II musste wegen des Abstiegs der ersten Mannschaft ebenfalls zurück in die Regionalliga.

### Mannschaften
In dieser Saison spielten folgende zwölf Mannschaften in der 2. Bundesliga Nord der Frauen:
- TSV Rudow Berlin
- SCU Emlichheim
- VC Allbau Essen
- Aurubis Hamburg II
- TuS Iserlohn
- Bayer 04 Leverkusen II
- USC Münster II
- 1. VC Norderstedt
- VfL Oythe
- 1. VC Parchim
- SC Potsdam
- 1. VC Stralsund

### Tabelle
|                         | Verein            | Spiele | Punkte  | Sätze   |
| ----------------------- | ----------------- | ------ | ------- | ------- |
| 1.                      | Potsdam           | 22     | 40 : 4  | 62 : 17 |
| 2.                      | Münster II        | 22     | 30 : 14 | 50 : 26 |
| 3.                      | Parchim           | 22     | 30 : 14 | 48 : 29 |
| 4.                      | Hamburg II        | 22     | 30 : 14 | 48 : 35 |
| 5.                      | Rudow (N)         | 22     | 26 : 18 | 48 : 36 |
| 6.                      | Emlichheim        | 22     | 26 : 18 | 48 : 40 |
| 7.                      | Norderstedt       | 22     | 22 : 22 | 45 : 39 |
| 8.                      | Leverkusen II (N) | 22     | 18 : 26 | 37 : 47 |
| 9.                      | Oythe (N)         | 22     | 14 : 30 | 29 : 46 |
| 10.                     | Iserlohn          | 22     | 14 : 30 | 25 : 53 |
| 11.                     | Stralsund (N)     | 22     | 12 : 32 | 31 : 56 |
| 12.                     | Essen             | 22     | 2 : 42  | 16 : 63 |
| Stand: Abschlusstabelle |                   |        |         |         |

|     | Aufsteiger in die 1. Bundesliga                |
|     | Absteiger in die Regionalliga bzw. Rückstufung |
| (N) | Aufsteiger aus der Regionalliga                |

## 2. Bundesliga Süd
Meister und Aufsteiger in die 1. Bundesliga wurde der SV Sinsheim. Auch der Zweitplatzierte SV Lohhof stieg auf. Absteigen mussten die TG Bad Soden und DJK Augsburg.

### Mannschaften
In dieser Saison spielten folgende dreizehn Mannschaften in der 2. Bundesliga Süd der Frauen:
- DJK Augsburg-Hochzoll
- TG Biberach
- Dresdner SSV
- VC Olympia Dresden
- SWE Volley-Team
- VV Grimma
- SV Lohhof
- SV Mauerstetten
- VfL Nürnberg
- TBS Saarbrücken
- SV Sinsheim
- TG Bad Soden
- Rote Raben Vilsbiburg II

Das Juniorinnen-Team VCO Dresden hatte wieder ein Sonderspielrecht.

### Tabelle
|                         | Verein          | Spiele | Punkte  | Sätze   |
| ----------------------- | --------------- | ------ | ------- | ------- |
| 1.                      | Sinsheim        | 24     | 42 : 6  | 66 : 17 |
| 2.                      | Lohhof          | 24     | 38 : 10 | 62 : 30 |
| 3.                      | Erfurt          | 24     | 36 : 12 | 58 : 29 |
| 4.                      | Grimma          | 24     | 34 : 14 | 57 : 25 |
| 5.                      | Vilsbiburg II   | 24     | 34 : 14 | 58 : 30 |
| 6.                      | SSV Dresden (N) | 24     | 26 : 22 | 49 : 48 |
| 7.                      | Biberach (N)    | 24     | 22 : 26 | 41 : 48 |
| 8.                      | Nürnberg        | 24     | 20 : 28 | 38 : 49 |
| 9.                      | VCO Dresden (S) | 24     | 16 : 32 | 31 : 58 |
| 10.                     | Saarbrücken (N) | 24     | 14 : 34 | 39 : 61 |
| 11.                     | Mauerstetten    | 24     | 14 : 34 | 30 : 59 |
| 12.                     | Bad Soden       | 24     | 8 : 40  | 26 : 61 |
| 13.                     | Augsburg (N)    | 24     | 8 : 40  | 22 : 62 |
| Stand: Abschlusstabelle |                 |        |         |         |

|     | Aufsteiger in die Bundesliga    |
|     | Absteiger in die Regionalliga   |
| (N) | Aufsteiger aus der Regionalliga |
| (S) | Sonderspielrecht                |